# Chrysosoma innatum
Chrysosoma innatum är en tvåvingeart som beskrevs av Lamb 1929. Chrysosoma innatum ingår i släktet Chrysosoma och familjen styltflugor. Inga underarter finns listade i Catalogue of Life.